# Pic Piedras Blancas
El pic Piedras Blancas, també anomenat Misamán, és la muntanya més alta de la Serra de La Culata, una secció de la Serralada de Mérida, a l'Estat Mérida, i la sisena més alta de Veneçuela. El seu cim s'eleva fins als 4.737 msnm i té una prominència de 1.184 metres. El cim es troba 35 km al nord-est de la ciutat de Mérida, la capital de l'estat. Es desconeix quan va tenir lloc la primera ascensió del cim.